# Eirjet
Eirjet was een Ierse luchtvaartmaatschappij met zijn hoofdkwartier op Shannon Airport. Eirjet voerde chartervluchten uit naar het Middellandse Zeegebied. De activiteiten van Eirjet werden beëindigd op 18 oktober 2006.

## Incidenten en ongevallen
- Op 29 maart 2006 excuseerde Eirjet zich nadat een vlucht die Eirjet uitvoerde voor Ryanair vanaf Liverpool John Lennon Airport landde op een militaire luchtmachtbasis 8 kilometer van de eigenlijke bestemming, de luchthaven van Derry.

## Vloot
- 4 Airbus A320-200
- 1 Boeing 757-200